# Benedetto Mandina (1580-1646)
Benedetto Mandina (Melfi, 1580 – Tropea, 1646) è stato un vescovo cattolico italiano.

## Biografia
Nato a Melfi, seguì la strada del sacerdozio come suo zio omonimo, entrando nell'Ordine dei chierici regolari teatini presso la basilica di San Paolo Maggiore il 14 settembre 1599, vestendo l'abito teatino 16 gennaio 1600. Finiti gli studi, venne scelto come lettore di Scrittura a San Paolo e organizzò una piccola accademia di studio della Bibbia.
Tramite il viceré spagnolo Ramiro Núñez de Guzmán, Mandina fu consigliato a papa Urbano VIII per una sede vescovile, probabilmente spinto dalla moglie, figlia spirituale di Mandina, oppure da lui stesso per ricambiare il favore di esser stato aiutato a gestire i rapporti con la Santa Sede. Dopo aver rifiutato le diocesi di Potenza, Trani e Matera, nell'estate del 1642 ottenne la nomina di vescovo di Tropea, dove morì nel 1646.

## Genealogia episcopale
La genealogia episcopale è:
- Arcivescovo Antonio Ricciulli
- Vescovo Benedetto Mandina, C.R.

## Opere
- In Ieremiae prophetiam expositiones (Napoli, 1620)
- In Evangelia Quadragesimae (Napoli, 1632)
- Sacro Convito, overo considerationi circa la Santa Cena del Signore (Napoli, 1638)